# Anne-Marie Bauduin
Pour les articles homonymes, voir Bauduin.
Anne-Marie Bauduin, née le 6 mai 1972 à Saint-Lô, est une gymnaste artistique française.
Elle est sacrée championne de France à la poutre et troisième du concours général en 1986.
Aux Championnats du monde de gymnastique artistique 1987 et aux Championnats du monde de gymnastique artistique 1989, elle fait partie de la sélection française terminant treizième du concours général par équipes,.
Elle dispute les Jeux olympiques d'été de 1988 à Séoul, sans atteindre de finale.
Elle est devenue dans sa région natale professeur de sports, puis conseillère technique et pédagogique. 